# Ginkaku-ji
Ginkaku-ji (銀閣寺? lett. "Tempio del Padiglione d'argento"), ufficialmente chiamato Jishō-ji (慈照寺? lett. "Tempio della misericordia splendente"), è un tempio zen nel quartiere sakyo di Kyoto, in Giappone. È una delle costruzioni che rappresenta la cultura Higashiyama del periodo Muromachi.

## Storia
Ashikaga Yoshimasa avviò i piani per la creazione di una villa di ritiro e dei giardini già nel 1460; e dopo la sua morte, Yoshimasa avrebbe fatto in modo che questa proprietà diventasse un tempio Zen. Il tempio è oggi associato al ramo Shokoku-ji dello Zen Rinzai.
Il Kannon-den (観音殿? Sala Kannon) a due piani, è la struttura principale del tempio. La sua costruzione iniziò il 21 febbraio 1482 (Bummei 14 , 4º giorno del 2º mese).  Il progetto della struttura ha cercato di emulare il Kinkaku-ji dorato che era stato commissionato da suo nonno Ashikaga Yoshimitsu. È conosciuto popolarmente come Ginkaku, il "Padiglione d'argento" a causa dei piani iniziali di coprire la sua facciata in lamina d'argento; ma questo soprannome familiare risale solo al periodo Edo (1600-1868).
Durante la guerra Ōnin, la costruzione fu interrotta. Nonostante l'intenzione di Yoshimasa di coprire la struttura con una particolare copertura in lamina d'argento, questo lavoro fu rimandato per così tanto tempo che i piani non furono mai realizzati prima della morte di Yoshimasa. L'aspetto attuale della struttura è lo stesso di quando lo vide lo stesso Yoshimasa. Questo aspetto "incompiuto" illustra uno degli aspetti della qualità "wabi-sabi".
Come per il Kinkaku-ji, il Ginkaku-ji fu originariamente costruito per servire da luogo di riposo e solitudine per lo Shōgun. Durante il suo regno come Shōgun, Ashikaga Yoshimasa ispirò una nuova effusione di cultura tradizionale, che divenne nota come Higashiyama Bunka (la cultura della Montagna Orientale). Dopo essersi ritirato nella villa, si dice che Yoshimasa si sedette nel padiglione, contemplando la calma e la bellezza dei giardini quando la guerra di Ōnin peggiorò e Kyoto fu distrutta dal fuoco.
Nel 1485, Yoshimasa divenne un monaco buddista Zen. Dopo la sua morte, il 27 gennaio 1490 (Entoku 2, 7º giorno del 1º mese), la villa e i giardini divennero il complesso di un tempio buddista, ribattezzato Jishō-ji dopo il nome buddista di Yoshimasa.
Dopo un lungo restauro, iniziato a febbraio 2008, il Ginkaku-ji è di nuovo in piena gloria. Il complesso di giardini e templi sono aperti al pubblico. Non c'è ancora nessuna lamina d'argento usata. Dopo molte discussioni, è stato deciso di non rifinire la lacca allo stato originale. La finitura laccata era la fonte dell'aspetto originale in argento del tempio, con il riflesso dell'acqua d'argento dello stagno sulla finitura.

## Il giardino

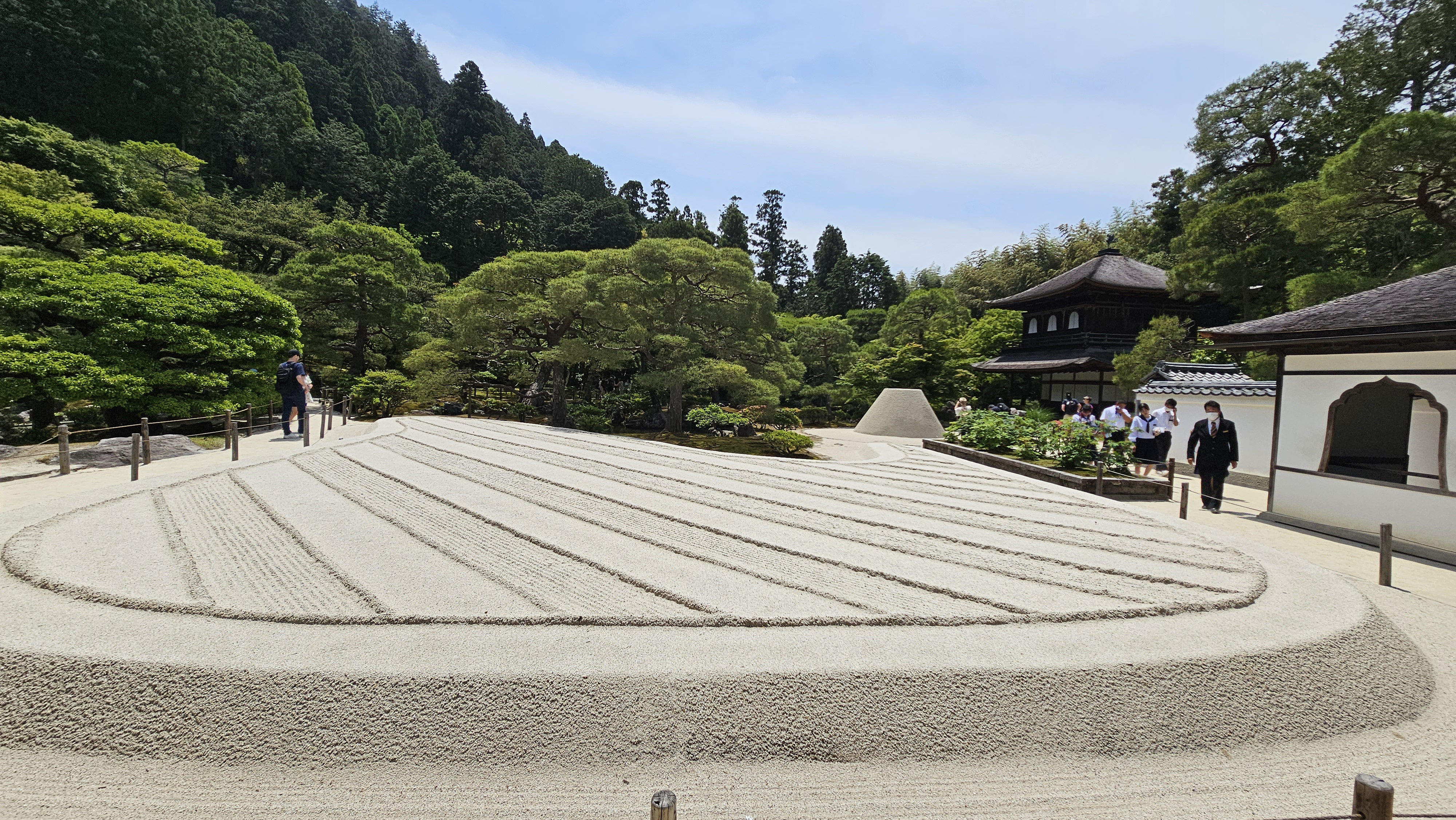
Ginkaku-Ji, giardino zen

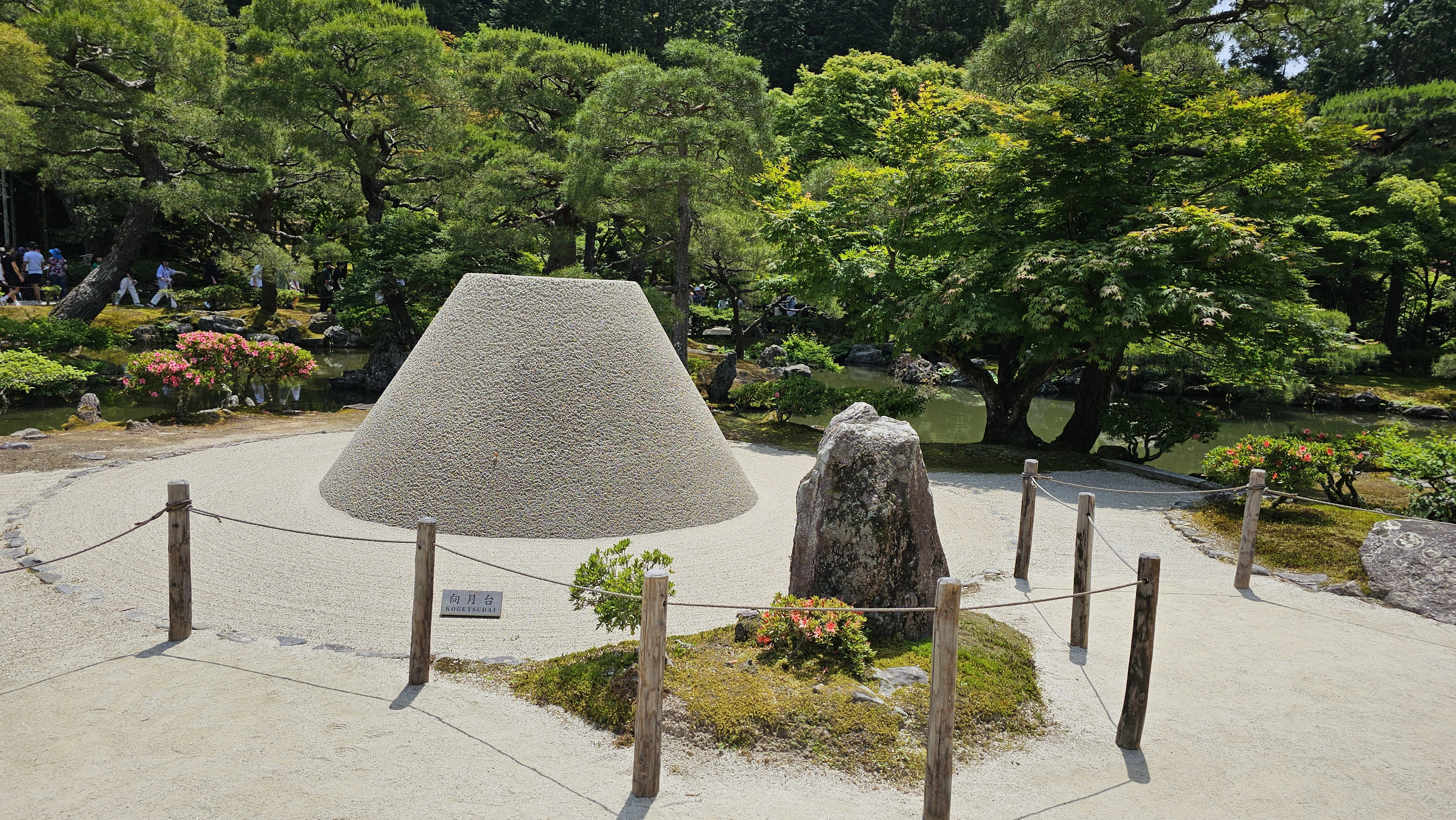
Ginkaku-Ji, Kogetsudai

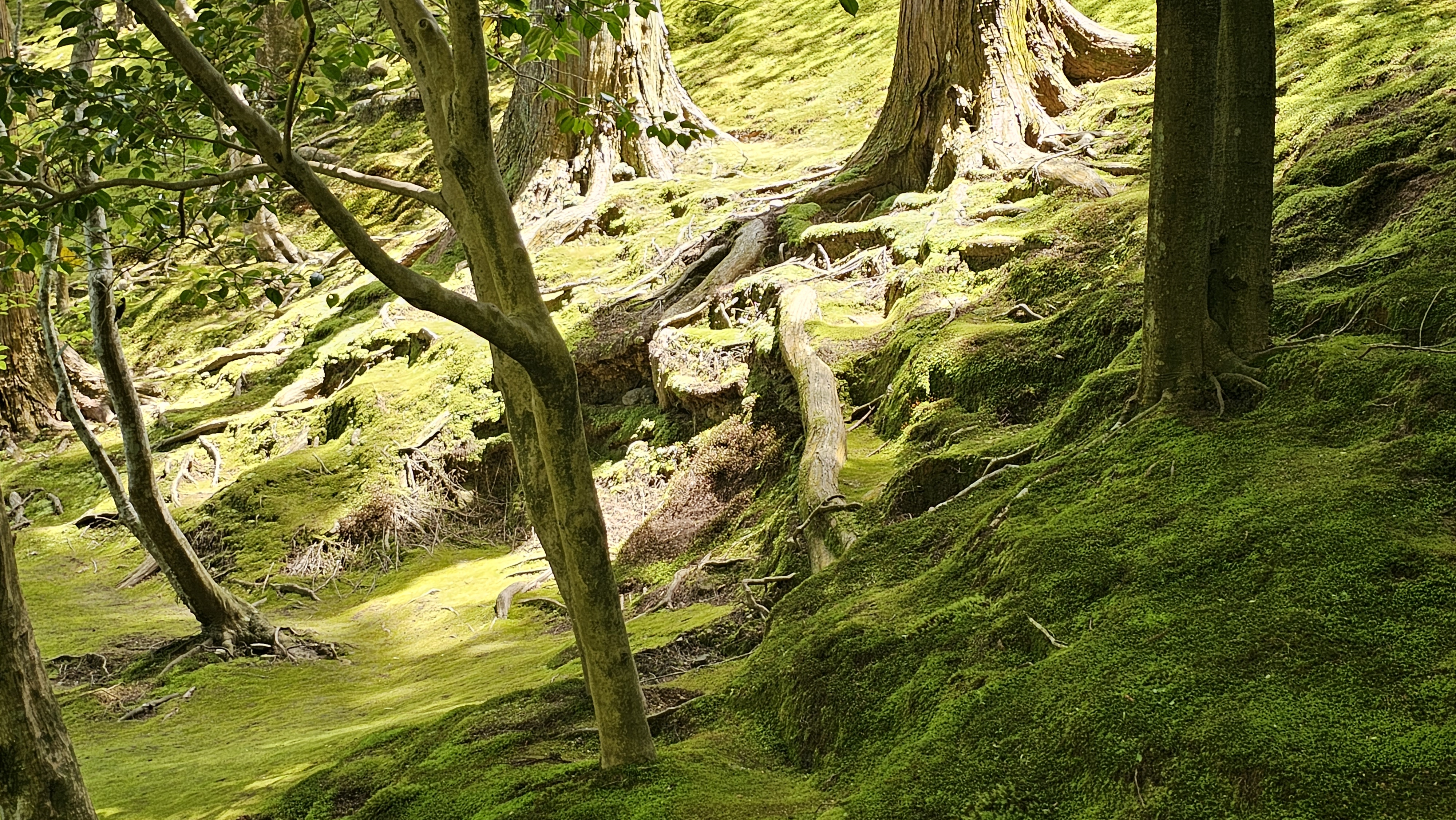
Ginkaku-ji, giardino di muschio

Oltre al famoso edificio del tempio, la struttura presenta terreni alberati ricoperti da una varietà di muschi. Il giardino giapponese, apparentemente progettato dal grande artista paesaggista Sōami.
Nei periodi successivi della storia del giardino giapponese, le pietre fini furono trasportate da un giardino in rovina o impoverito a uno nuovo. Secondo il libro Landscape design: A Cultural and Architectural History di Elizabeth Barlow Rogers, "Nel 1474, dopo il suo ritiro dallo shogunato, Yoshimasa (1436-1490), aveva alcune delle pietre e dei pini del Palazzo Fiorito e della Sala Muromachi entrambi devastati dalla guerra civile, trasferiti nella sua villa alla base di Higashiyama (le colline orientali), dove visse dal 1438 fino alla sua morte, quando la villa fu convertita in tempio Zen, Jisho-ji, o Ginkakuji (il Tempio del Padiglione d'argento), come è meglio conosciuto."
La cultura zen non è interamente rappresentata in questo giardino perché è stata finanziata dallo shogunato come un ritiro e l'uso primario era il godimento estetico. Invece di essere progettato da e per l'uso di monaci, praticanti di zazen o meditazione da seduti.
Il Ginkakuji fu costruito in relazione ai suoi dintorni. Questo è descritto nel Journal of Asian Studies di Ichito Ishida e Delmer M. Brown, "L'angolo sudorientale del primo piano ha aperture nelle pareti, dal momento che un laghetto si trova in quell'angolo dell'edificio, oltre il quale la luna sorge tra le vette di Higashiyama e poiché un lago che si estende verso nord-est riflette una luce che è sufficiente anche per la lettura, la stanza nell'angolo nord-est è stata progettata come una biblioteca, quindi gli oggetti naturali non circondano semplicemente l'edificio, deformandolo ma fornendo motivazione intrinseca per la progettazione strutturale." Il Karesansui o giardino di sabbia del Ginkaku-ji è diventato particolarmente noto; e il mucchio di sabbia accuratamente formato che si dice simboleggi il Fuji è un elemento essenziale nel giardino.